# Xu Lili
Xu Lili (Binzhou, 18 de fevereiro de 1988) é uma judoca chinesa que conquistou a medalha de prata na categoria até 63 kg dos Jogos Olímpicos de Londres 2012..